# Jesús Molina
Jesús Antonio Molina Granados, mais conhecido como Jesús Molina (Hermosillo, 29 de março de 1988), é um futebolista mexicano que atua como meia. Atualmente, joga pelo Pumas.

## Carreira

### Seleção Mexicana
Estreou na Seleção Mexicana vestindo a camisa de número 6 numa quarta-feira, 17 de março de 2010 sob o comando do treinador Javier Aguirre, na cidade de Torreón, em um jogo preparatório para a Copa do Mundo da África do Sul contra a equipe Norte-Coreana, quando o México venceu por 2 a 1.
Jesús foi convocado para jogos da Seleção Mexicana na Europa em 2 de setembro de 2011, contra a Polônia, e em 4 de setembro contra o Chile, em Barcelona, sob o comando de "Chepo" de la Torre. Jesus também participou do elenco do México na Copa das Confederações FIFA de 2013.

## Jogos pela seleção
Atualizado em 17 de abril de 2013.
| Jogos pela seleção mexicana | Jogos pela seleção mexicana | Jogos pela seleção mexicana                             | Jogos pela seleção mexicana | Jogos pela seleção mexicana | Jogos pela seleção mexicana | Jogos pela seleção mexicana |
| #                           | Data                        | Estádio                                                 | Adversário                  | Resultado                   | Competição                  |                             |
| --------------------------- | --------------------------- | ------------------------------------------------------- | --------------------------- | --------------------------- | --------------------------- | --------------------------- |
| 1.                          | 17 de março de 2010         | Estádio Corona, Torreón, México                         | Coreia do Norte             | 2–1                         | Amistoso                    |                             |
| 2.                          | 2 de setembro de 2011       | Pepsi Arena, Warsaw, Polônia                            | Polónia                     | 1–1                         | Amistoso                    |                             |
| 3.                          | 11 de novembro de 2011      | Estádio Corregidora, Querétaro, México                  | Sérvia                      | 2–0                         | Amistoso                    |                             |
| 4.                          | 25 de janeiro de 2012       | Reliant Stadium, Houston, Estados Unidos                | Venezuela                   | 3–1                         | Amistoso                    |                             |
| 5.                          | 27 de maio de 2012          | MetLife Stadium, East Rutherford, Estados Unidos        | País de Gales               | 2–0                         | Amistoso                    |                             |
| 6.                          | 30 de janeiro de 2013       | University of Phoenix Stadium, Glendale, Estados Unidos | Dinamarca                   | 1–1                         | Amistoso                    |                             |
| 7.                          | 17 de abril de 2013         | Candlestick Park, San Francisco, Estados Unidos         | Peru                        | 0–0                         | Amistoso                    |                             |

## Títulos
América
- Campeonato Mexicano de Futebol: Clausura 2013

Santos Laguna
- Campeonato Mexicano de Futebol: Clausura 2015